# الحسنية الدرامي
الحسنية الدرامي (مدرجة في بعض المصادر باسم «الحسنية» أو «الحسنية» من مواليد 10 ديسمبر 1953) هي عداءة مغربية سابقة لمسافات طويلة متخصصة في 1500 متر و 3000 متر و 10,000 متر. فازت بستة ميداليات في أربع بطولات إفريقية مختلفة من 1979 إلى 1988، بما في ذلك واحدة ذهبية في 10000 متر في بطولة أفريقيا 1985 لألعاب القوى. شاركت أيضًا في المغرب في الألعاب الأولمبية الصيفية لعام 1988 في نفس الحدث، لكنها لم تتقدم إلى النهائيات.

## الإنجازات
| العام | المسابقة                         | المكان               | المركز                 | حدث       | ملاحظة   |
| ----- | -------------------------------- | -------------------- | ---------------------- | --------- | -------- |
| 1979  | بطولة أفريقيا لألعاب القوى 1979  | داكار، السنغال       | المركز الثالث          | 1500 m    | 4:26.5   |
| 1979  | بطولة أفريقيا لألعاب القوى 1979  | داكار، السنغال       | المركز الثالث          | 3000 m    | 9:39.7   |
| 1982  | بطولة أفريقيا لألعاب القوى 1982  | القاهرة، مصر         | المركز الثالث          | 3000 m    | 9:54.90  |
| 1985  | بطولة أفريقيا لألعاب القوى 1985  | القاهرة، مصر         | المركز الأول           | 10,000 m  | 35:09.68 |
| 1985  | بطولة أفريقيا لألعاب القوى 1985  | القاهرة، مصر         | المركز الثاني          | 3000 m    | 9:18.53  |
| 1986  | بطولة العالم العسكرية عبر البلاد | الجزائر، الجزائر     | المركز الأول           | 5 km race |          |
| 1988  | بطولة أفريقيا لألعاب القوى 1988  | عنابة، الجزائر       | المركز الثاني          | 10,000 m  | 33:41.75 |
| 1988  | الألعاب الأولمبية الصيفية 1988   | سيول، كوريا الجنوبية | المركز الثامن والعشرون | 10,000 m  | 33:01.52 |

## روابط خارجية
- الحسنية الدرامي على موقع الاتحاد الدولي لألعاب القوى (الإنجليزية)
- الحسنية الدرامي على موقع أوليمبيديا (الإنجليزية)

- نبذة عن الحسنية الدرامي  على موقع الاتحاد الدولي لألعاب القوى
- الحسنية الدرامي  على موقع SportsReference  - سبورتس رفرنس